# Tricorythopsis volsellus
Tricorythopsis volsellus är en dagsländeart som beskrevs av Carlos Molineri 1999. Tricorythopsis volsellus ingår i släktet Tricorythopsis och familjen Leptohyphidae. Inga underarter finns listade i Catalogue of Life.